# Thymus verchojanicus
Thymus verchojanicus — вид рослин родини глухокропивові (Lamiaceae), ендемік Росії.

## Опис
Листки подовжене-еліптичні, 3–8 мм, невиразно дрібно зубчасті, на основі залозисті. Суцвіття головчасте, чашечка оголена.

## Поширення
Ендемік Росія (Якутськ).